# Miles City
Miles City är en stad i Custer County i delstaten Montana, USA som hade 8 487 invånare år 2000. Miles City är administrativ huvudort (county seat) i Custer County.

## Kända personer från Miles City
- Douglas A. Hartwick, diplomat